# Philodryas patagoniensis
Philodryas patagoniensis är en ormart som beskrevs av Girard 1858. Philodryas patagoniensis ingår i släktet Philodryas och familjen snokar. Inga underarter finns listade i Catalogue of Life.
Denna orm förekommer i Sydamerika öster om Anderna från centrala Brasilien till centrala Argentina. Habitatet utgörs av skogar, savanner, gräsmarker och buskskogar. Philodryas patagoniensis har ödlor, andra ormar, groddjur och små däggdjur som föda. Honor lägger ägg.
För beståndet är inga hot kända. Hela populationen anses vara stabil. IUCN listar arten som livskraftig (LC).